# Cava Bolla

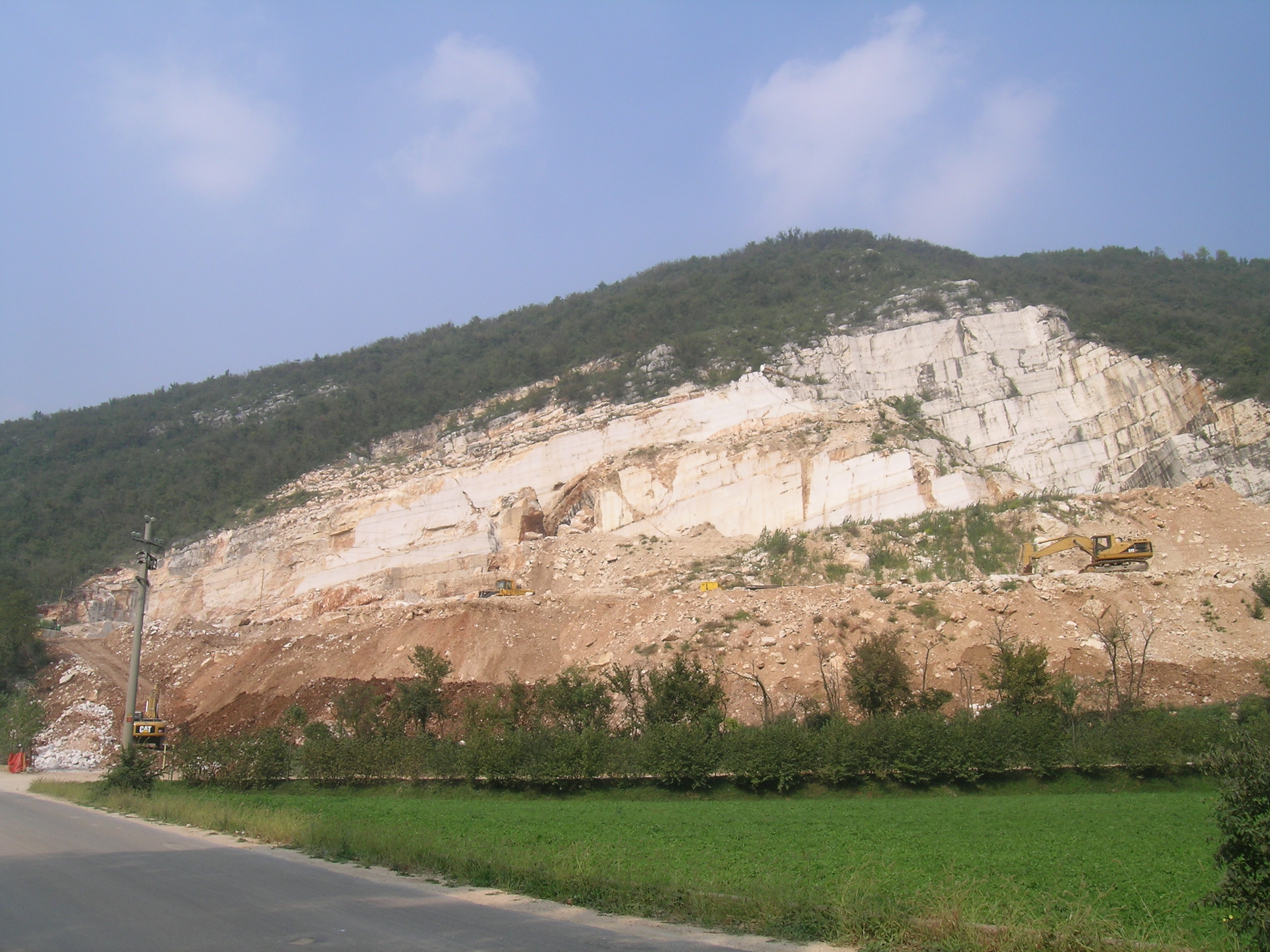
Vista d'insieme della Cava Bolla, anno 2003

La cava Bolla è una storica cava di marmo a cielo aperto che si trova nel Monte Bolle nel comune di Nuvolera in Provincia di Brescia. La Cava Bolla ha un'estensione di oltre 70.000 metri quadrati e si sviluppa su 3-4 gradoni inclinati. È la prima cava di marmo della Valle di Nuvolera per localizzazione geografica, ed un importante sito di estrazione di marmo Botticino, anche se è famosa per la produzione del marmo Primavera.

## Storia
Secondi le fonti storiche, questa cava già esisteva nella metà del XIX secolo, anche se l'ampliamento della cava e l'inizio dell'attività estrattiva si svilupparono in maniera più intensiva intorno alla metà del XX secolo. È in questo periodo infatti che il marmo Botticino estratto in questa zona guadagnò popolarità, mentre le moderne tecniche estrattive consentirono incrementi di produzione, diminuzione dei costi di estrazione ed aumento della sicurezza degli operai nei siti estrattivi.
Dal 1960 la cava è di proprietà dell'azienda Ziche Marmi S.R.L, che da allora sfrutta il giacimento a fini produttivi.

## I marmi estratti
All'interno della cava Bolla si estrae un calcare micritico compatto (puro) di colore beige, denominato "marmo Botticino", ed un'altra tipologia di calcare chiamato "marmo Primavera" dalle colorazioni beige scure o rosate.  Il marmo Botticino è un celebre marmo estratto in numerose cave della zona, ed è uno dei più famosi marmi beige al mondo. Il marmo Primavera è una produzione esclusiva della cava Bolla, ed è stato molto utilizzato nel corso del XX secolo in importanti costruzioni in tutto il mondo.

### Marmo Botticino Semiclassico
Il Marmo Botticino Semiclassico è la tipologia predominante di marmo Botticino all'interno dell'intero comprensorio estrattivo. È un marmo beige, caratterizzato dal fondo chiaro ed omogeneo attraversato da alcune guizzanti venature marroni dall'andamento imprevedibile e spigoloso. Il marmo Botticino Semiclassico si differenzia dal Classico per l'assenza delle cosiddette "mandoline", ossia le caratteristiche macchioline tondeggianti biancastre.  Il Botticino Semiclassico ha una struttura molto compatta e resistente, che ben si presta a molteplici impieghi in ambienti interni ed esterni.

### Marmo Botticino Fiorito
Il marmo Botticino Fiorito, si differenzia dalle altre tipologie per il suo colore chiaro e per la presenza di numerose fioriture bianche,  oltre che per la completa assenza delle tipiche venature marroni. Il marmo Botticino Fiorito ha una struttura molto cristallina ed ottime doti di durezza e compattezza. È un marmo  spesso usato in abbinamento con altri marmi dai colori più vivaci o scuri.

### Marmo Primavera
Il Marmo Primavera si divide in tre tipologie: Rosata, Venata, Viva. Le tre tipologie si differenziano per il colore del fondo che varia dal rosa acceso al beige al marrone chiaro. Anche l'intensità della venatura varia nelle varie tipologie: La Primavera Venata è particolarmente ricca di vene, tanto che questa tipologia è alle volte ritenuta appartenente alla famiglia delle "brecce". Il marmo primavera ha una struttura molto compatta e resistente, ed è molto più duro del marmo Botticino. Per queste caratteristiche, questo materiale si presta a molteplici impieghi in ambienti interni ed esterni.

## Galleria d'immagini

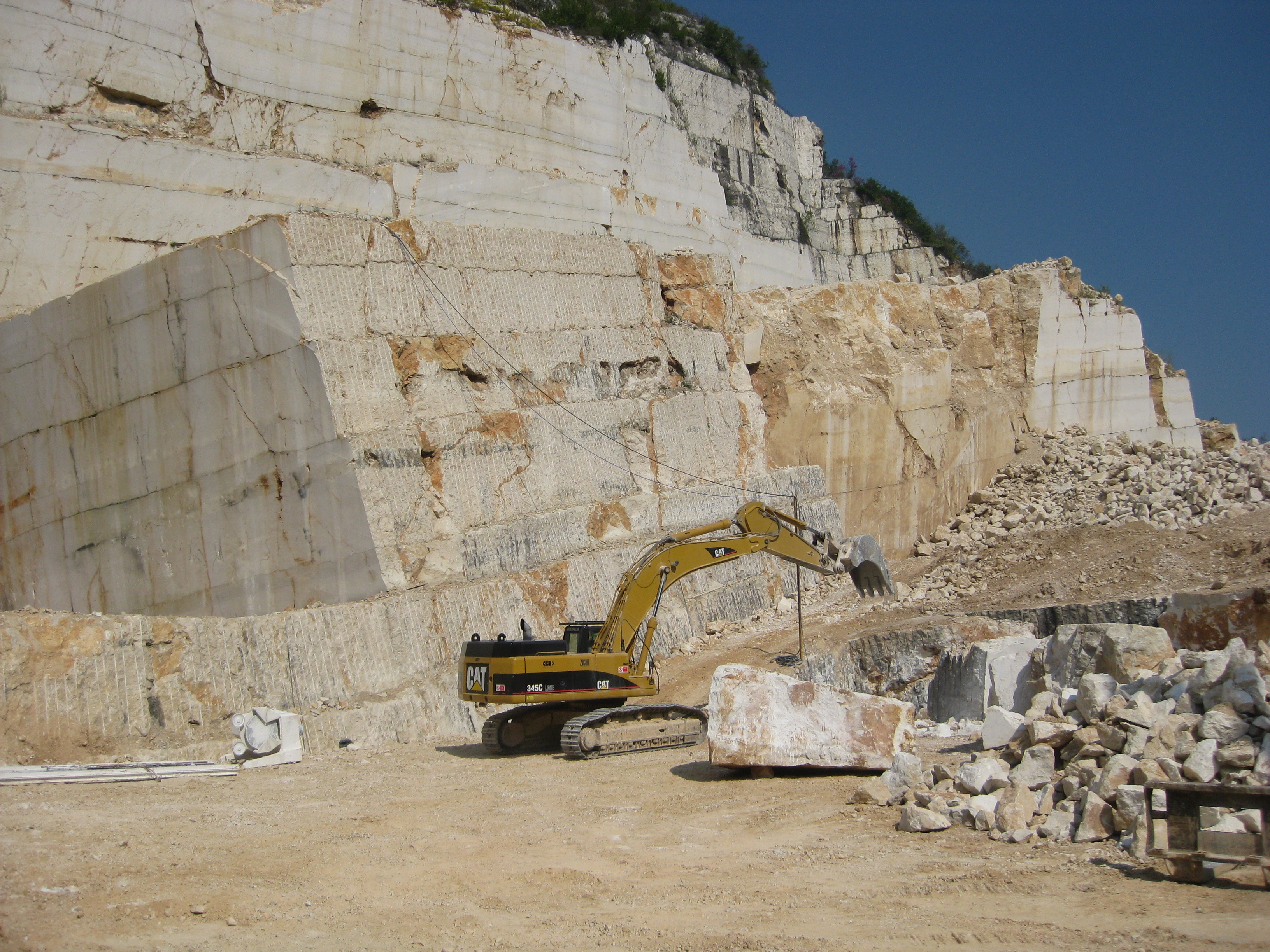
Vista interna della cava
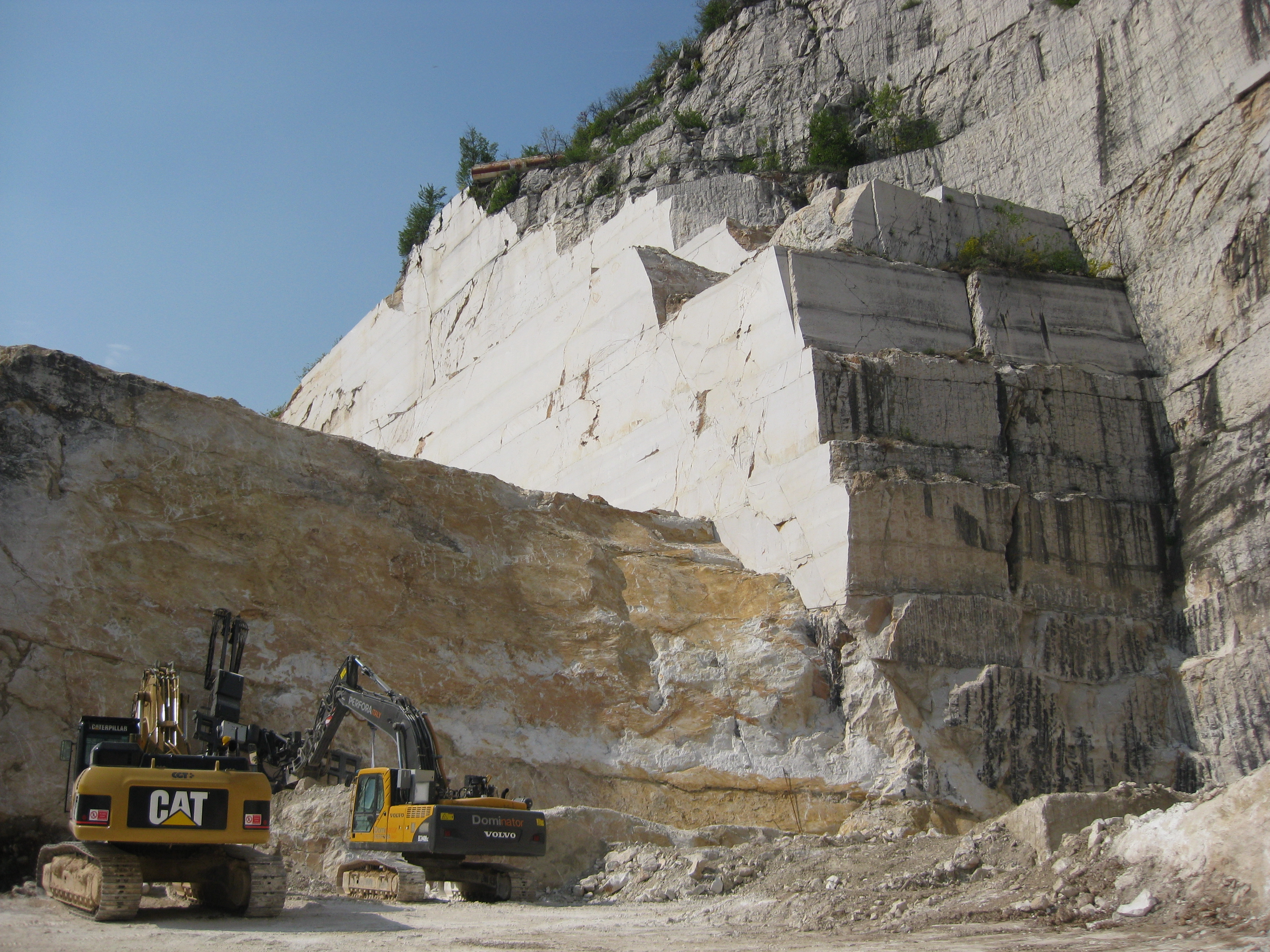
Vista delle Bancate di marmo Botticino nella cava Bolla